# ヤヌス (亀)
ヤヌス（Janus、1997年9月3日 - ）は、双頭のギリシャリクガメ。双頭のカメとしては世界最高齢の個体として知られる。

## 概要
スイスはジュネーヴにあるジュネーヴ自然史博物館の孵卵器で生まれた。
名前はローマ神話の双面神ヤヌスにちなむ。
自然界では生き延びれず、飼育下でも3年ほどが限界とされていたが、博物館でのきめ細かな飼育によってそれまでの双頭のカメの寿命を大きく更新している。